# 6879 Hyogo
6879 Hyogo  este un asteroid din centura principală, numit după prefectura Hyogo. Descoperirea îi aparține lui Kazuyoshi Ito (it) și a fost făcută pe 14 octombrie 1994 în observatorul de pe muntele Sen (en) (altfel Sengamine) din orașul Kami (actualmente Taka (en)), prefectura Hyōgo. Are o orbită eliptică între orbitele planetelor Marte și Jupiter.

## Vezi și
- Lista planetelor minore/6801–6900